# Section des Quinze-Vingts
La section des Quinze-Vingts était, sous la Révolution française, une section révolutionnaire parisienne.

## Représentants
Elle était représentée à la Commune de Paris par :
- Antoine Charles Ballin, né en 1758, compagnon ébéniste, menuisier demeurant 2, rue Lenoir au coin de la grande rue du Faubourg-Saint-Antoine. Il fut juge de paix dans sa section.
- Charles Michel Leclerc, né en 1750, ébéniste, officier municipal, demeurant 215, grande rue du Faubourg-Saint-Antoine.
- Jean-Baptiste Michée, né en 1751, marchand de vins demeurant rue Saint-Nicolas.

## Historique
Cette section ne changea pas de nom au cours de la Révolution.

## Territoire
Secteur de Reuilly-Daumesnil.

## Limites
La rue du Faubourg-Saint-Antoine, à droite, depuis la rue des Fossés-Saint-Antoine jusqu’à la barrière du Trône ; les murs, depuis la barrière du Trône jusqu’à la barrière de la Rapée ; le bord de la rivière, depuis la Rapée jusqu’à la rue des Fossés-Saint-Antoine ; la rue des Fossés-Saint-Antoine, borde cette limite de ce côté, et n'est pas de cette section.

## Intérieur
Les rues de Picpus, des Buttes, Montgalet, de Reuilly, de Charenton, de la Grande-Pinte, de Bercy, de Rambouillet, de la Rapée, des Charbonniers, des Chantiers, des Anglaises, Moreau, du Fumier, de la Planchette, Saint-Nicolas, Traversière, Trouvée, Cotte, le Noir, d’Aligre, le marché Saint-Martin, la rue Beauvau, etc., et généralement toutes les rues, culs-de-sac, places, etc. enclavées dans cette limite.

## Local
La section des Quinze-Vingts se réunissait dans l’église de l'hospice des Enfants-Trouvés, qui se situait sur l'emplacement du square Trousseau, à la hauteur du no 112 rue du Faubourg-Saint-Antoine.

## Population
La section la plus pauvre de Paris, la section des Quinze-Vingts comptait 18 283 habitants, dont 1 830 ouvriers et 6 600 économiquement faibles. La section comprenait 2 000 citoyens actifs, dont Françoise-Gabrielle Lambert (1772 - 1853), ayant suggéré l'abolition de la monarchie en France, en aout 1792, devant la Commune insurrectionnelle de Paris.

## 9 Thermidor an II
Lors de la chute de Robespierre, le 9 thermidor an II (27 juillet 1794), la section des Quinze-Vingts soutint la Convention nationale, aucun de ses représentants ne prêta serment à la Commune de Paris.

## Évolution
Après le regroupement par quatre des sections révolutionnaires par la loi du 19 vendémiaire an IV (11 octobre 1795) qui porte création de 12 arrondissements, la présente section est maintenue comme subdivision administrative, puis devient, par arrêté préfectoral du 10 mai 1811, le quartier des Quinze-Vingts (8e arrondissement de Paris).